# Stanmore
Stanmore è un quartiere residenziale suburbano a nord-ovest di Londra, nel borgo londinese di Harrow, a 18 km a nord-ovest di Charing Cross. L'area comprende le pendici meridionali delle alture che si ergono verso la collina di Stanmore, uno dei punti più alti di Londra, a 152 metri di altitudine. La popolazione complessiva era di 12 471 abitanti durante il censimento del 2011.

## Geografia
Il territorio attorno a Stanmore è pianeggiante. Il punto più alto nelle vicinanze è il lago di Lala, a 1546 m sul livello del mare, situato a 14,8 km a nord di Stanmore. La densità della popolazione è di 5 206 abitanti per chilometro quadrato. Nell'area prevale il clima atlantico. La temperatura media annuale è di 12 °C. Il mese più caldo è giugno, quando la temperatura media è di 22 °C, quello più freddo gennaio, con la temperatura media di 2 °C.

## Etimologia del toponimo
Il nome Stanmere che compare nel Domesday Book deriva dall'anglosassone stan, cioè "pietra", e mere, ossia "stagno". Affioramenti di ghiaia su terreno argilloso sono visibili tuttora. Nel 1574 il villaggio che era sorto fu chiamato Stanmore il grande per distinguerlo da Stanmore il piccolo.

## Società

### Evoluzione demografica
Stanmore ha comunità cristiane, musulmane sciite, indù, giainiste, ebraiche e cattoliche; la sinagoga locale (la Stanmore and Canons Park Synagogue) è la seconda più grande del Regno Unito dopo quella di Borehamwood. Infine non mancano un tempio indù ed una moschea. Nel censimento del 2011 il 56% della popolazione è bianco (47% britannico, 7% altro e 2% irlandese) e il 20% indiano. Quanto alla confessione religiosa, il 31% degli abitanti si professa cristiano, il 22% ebreo, il 15% indù e l'11% musulmano.

## Infrastrutture e trasporti
- Stazione della metropolitana di Stanmore
- Autolinea H12 per Hatch End, Edgware e Brent Cross
- Autolinea 142 per Watford, Edgware e Brent Cross
- Autolinea 340 per Harrow e Edgware

## Monumenti e luoghi d'interesse

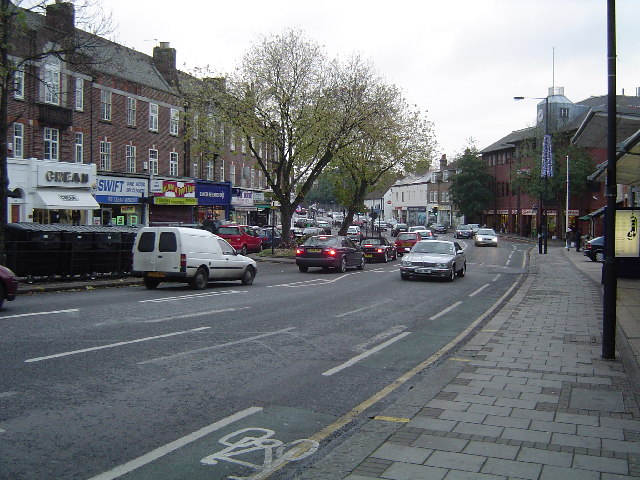
La Stanmore Broadway

L'ultima apparizione pubblica della regina Adelaide di Sassonia-Meiningen ebbe luogo nel 1849 per gettare le fondamenta di una nuova chiesa che sostituisse le rovine di quella consacrata a San Giovanni Evangelista (eretta nel 1632). Quando la chiesa venne completata dopo la sua morte, la finestra ad est è stata dedicata alla sua memoria.
La stazione di Stanmore era percorsa da una linea ferroviaria dal 1890 al 1952, quando venne chiusa dopo anni di declino. La stazione della metropolitana venne inaugurata il 10 dicembre 1932.
Il quartiere è caratterizzato da molti piccoli ristoranti e bar, diversi edifici pubblici ed alcuni negozi di abbigliamento. Il centro è dominato dalla presenza della famosa catena di supermercati Sainsbury's. Stanmore è sede dello Stanmore College (università pubblica) e di una biblioteca municipale. Ospita anche il Royal National Orthopedic Hospital, ospedale specializzato nelle patologie della colonna vertebrale. A nord-ovest di Stanmore è ubicata la Bentley Priory, una grande casa costruita nel 1755 sul sito di un priorato più antico. La regina Adelaide trascorse qui l'ultimo anno della sua vita (1848-1849). La casa fu venduta nel 1926 alla Royal Air Force per essere adibita ad abitazioni e uffici. Durante la battaglia d'Inghilterra (1940) la casa divenne il quartier generale del comando dei caccia della RAF. La Royal Air Force ha lasciato l'edificio nel 2008 e nel 2013 una parte di esso è stata aperta dal principe di Galles come museo della battaglia d'Inghilterra.